# Dan I di Valacchia
Dan I di Valacchia (... – 1386) è stato voivoda (principe) di Valacchia dal 1383 al 1386.

## Biografia
Figlio primogenito di Radu I di Valacchia, successe al padre alla sua morte ma venne subito affiancato al trono dal fratello minore, Mircea il Vecchio.
Morì nel 1386, probabilmente assassinato, mentre combatteva contro i Bulgari di Ivan Šišman.
Da Dan I ebbe origine la stirpe dei Dăneștii, mentre da suo fratello Mircea I si originò la stirpe dei Drăculeștii.